# Más que tu amigo
«Más que tu amigo» es una canción compuesta e interpretada por el cantautor mexicano Marco Antonio Solís y producida por Emmanuel del Real y Yamil Rezc, interpretada para su quinto álbum de estudio como solista Tu amor o tu desprecio (2003).

## Antecedentes y significado
La canción fue lanzada como el sencillo principal del disco transformándose en un gran éxito en México.Es incluida dentro de la telenovela mexicana Velo de novia (2003), protagonizada por Susana González y Eduardo Santamarina.
La canción habla de una persona que desea pasar a otro nivel con alguna amistad en particular.

## Posicionamiento en listas
| Lista (2004)                     | Máxima posición |
| -------------------------------- | --------------- |
| Argentina Top 100 Singles Chart  | 92              |
| Colombia Singles Chart           | 1               |
| México Top 100                   | 57              |
| España Singles Chart             | 4               |
| U.S. Billboard Hot Latin Songs   | 1               |
| U.S. Billboard Latin Airplay     | 1               |
| U.S. Billboard Latin Pop Airplay | 9               |
| Venezuela Singles Chart          | 14              |
| World Latin Top 30 Singles       | 20              |

### Sucesión en las listas[12]
| Predecesor: Tu fotografía de Gloria Estefan | U.S. Billboard Hot Latin Songs — Sencillo N.º. 1 15 de mayo de 2004 - 21 de mayo de 2004 | Sucesor: Abrazar la vida de Luis Fonsi |